# 江越彬紀
江越彬紀（日语：／ Egoshi Akinori，1988年8月2日—），日本男性配音員、旁白、演員。出身於福岡縣。東京俳優生活協同組合所屬。

## 來歷
2008年從俳協Voice Actors Studio第34期畢業。2009年加入東京俳優生活協同組合。
2019年4月12日，兩人在Twitter上宣布他與配音員下釜千昌結婚。

## 人物
興趣：落語、賽馬、慢跑、釣魚、麻將。特長：劍道、拳擊、足球。

## 演出

### 電視動畫
2012年
- Aikatsu！偶像活動！（助理導演）
- 女子落語（電視聲音）
- 只要妳說妳愛我。（店員）

2013年
- 機巧少女不會受傷（男學生B）
- 我要成為世界最強偶像（觀眾）

2014年
- 四月是你的謊言（觀眾）
- 白箱（岸谷宏）
- 宇宙浪子（村民）
- 魔法少女大戰（舎弟B〈細〉、電視播報員）
- 名偵探柯南（2014年—2024年，鑑識人員、刑警、佐村功一、溝端健）

2015年
- 元氣少女緣結神◎（神墮B）
- 機動戰士鋼彈 鐵血的孤兒（2015年—2017年，德克斯特·裘拉斯塔[4]、伊歐克部下、加拉爾霍恩士兵）2系列[系列 1]
- 可塑性記憶（愛德華）

2016年
- Active Raid -機動強襲室第八係-（男子A、警官A）
- 超自然9人組（平田）
- 齊木楠雄的災難（2016年—2018年，男學生A、年輕人D、路人、男學生C、救助隊C 等）2系列[系列 2] + 完結篇
- 食戟之靈（2016年—2018年，男學生A、男子B、怪人生魚片拼盤男、鄉土研社長、男學生B）3系列[系列 3]
- 早上好！咕咕媽媽（日语：きんだーてれび#おはよう!コケッコーさん）（父親、Piya）

2017年
- Classica Loid（教練、飯店人員、攝影師、鐵道公司男子）2系列[系列 4]
- MARGINAL#4 由KISS開始創造的Big Bang（大道具）
- 高校星歌劇（弟子）
- ID-0（操作員D）
- 咕嚕咕嚕魔法陣 (2017年版)（村民C、布恩、西爺）
- 妖怪公寓的優雅日常（男性店員、店員、男學生C）
- Gamers 電玩咖！（老師、店員）
- Infini-T Force（主播）
- 銀魂.（寺門通親衛隊D）
- 奇諾之旅 -the Beautiful World- the Animated Series（旁白）

2018年
- 罪人與龍共舞（軍人1、黨員、囚犯）
- 刀劍神域外傳 Gun Gale Online（2018年—2024年，玩家、KKHC）2系列[系列 5]
- IDOLiSH7（主持人）
- 霸穹 封神演義（妖怪）
- 鋼彈創鬥者 潛網大戰（集團潛行者、虎武龍潛行者）
- 黃金神威（調教師、軍醫）2系列[系列 6]
- 昴宿七星（主播）
- 工作細胞（2018年—2021年，紅血球3[5]、白血球〈2001〉、汗腺細胞隊長、神經細胞、抑制性T細胞1 等）2系列[系列 7]
- 暮光幻影（魔法之鏡）
- 天狼 Sirius the Jaeger（軍務局長、下級種）
- OVERLORD系列（2018年—2022年，扣那、久命、諾斯利、沉重粉碎者·神官、倫德奎斯特、死亡騎兵 等）2系列[系列 8]
- 後街女孩（記者）
- 高分少女（2018年—2019年，畫廊、觀眾A）2系列[系列 9]
- RELEASE THE SPYCE（佐藤正、變裝楓、輩、警備員、訓練官 等）
- 梅露可物語 -無氣力少年與瓶中少女-（雷歐凡托姆、古拉翁斯）
- 叛逆性百萬亞瑟王（男性顧客）
- 關於我轉生變成史萊姆這檔事（2018年—2024年，戈畢爾的部下A、彌七）4系列[系列 10]
- 我讓最想被擁抱的男人給威脅了。（工作人員B）
- 隔壁的吸血鬼美眉（宅配員）

2019年
- 笑容的代價（歐德雷、中隊長、王國士兵）
- Endro～！（受理男性）
- 荒野的壽飛行隊（拉哈瑪代表、營業部長）
- 環戰公主（黑衣人）
- 飛翔吧！戰機少女（無線電聲音）
- Fairy Gone（傳令兵、丹尼爾·基斯）
- 魔法水果籃 (2019年版)（表哥）
- 炎炎消防隊（2019年—2020年，廣播、第5隊員、白袍、平岡上尉、蠍子 等）2系列[系列 11]
- YU-NO 在這世界盡頭詠唱愛的少女
- 女高中生的虛度日常（便利商店店員）
- 彼方的阿斯特拉（記者A）
- 艾梅洛閣下II世事件簿 -魔眼蒐集列車 Grace note-（羅丹）
- 非槍人生NO GUNS LIFE（2019年—2020年，主播、EMS兵、部下、勞倫斯·沃卓斯基、廣播）2系列[系列 12]
- 慎重勇者 ～這個勇者明明超TUEEE卻過度謹慎～（武器店）

2020年
- 籃球少年王（學級委員、犬老師）
- 達爾文遊戲（金平）
- 超異域公主連結☆Re:Dive（飯館老爹、盜賊3、村民、狗頭人、海灘監視員 等）
- 夢夢貓（2020年—2021年，叔叔、杉山的爸爸）2系列[系列 13]
- 池袋西口公園（店員）
- A3！（廣播）
- 暮蟬悲鳴時業（2020年—2021年，役員）2系列[系列 14]

2021年
- 花樣滑冰Stars（廣播、主持人）
- 無職轉生～到了異世界就拿出真本事～（貴族）
- 堀與宮村（教師）
- Vivy -Fluorite Eye's Song-（汎用社員AI、托瓦克隊員3、M同型機、工作人員3、托瓦克1）
- 關於我轉生變成史萊姆這檔事 轉生史萊姆日記（彌七）
- 現實主義勇者的王國重建記（2021年—2022年，波丹·烏德卡德）2系列[系列 15]
- 暗夜第六感2041（日语：NIGHT HEAD）（保安隊員B、保安隊員A、革命軍A）
- 忍者亂太郎（2021年—2024年，配送員、毒竹城忍者、黨羽、忍者、農民 等）

2022年
- 蠟筆小新（2022年—2025年，男A、武者、男性B、上班族、釣客B 等）
- 龍族拼圖（小邪魔）
- BLACK★★ROCK SHOOTER DAWN FALL（和平構築軍士兵）
- 青之蘆葦（成京選手、多摩體選手）
- 轉生賢者的異世界生活 ～取得第二職業，成為世界最強～（冒險者C、會議參加者B）
- 幽零幻鏡（看守、居民A）
- 我想成為影之強者！（盜賊、騎士）
- 泡泡糖忍戰（荷斯）

2023年
- 再得一勝！
- 躍動青春（志摩聰介[6]）
- 我家的英雄（王虎隊A）
- 在無神世界裡進行傳教活動（村民）
- 轉生成自動販賣機的我今天也在迷宮徘徊（戈蓋、黑衣人A）
- 成為悲劇元兇的最強異端，最後頭目女王為了人民犧牲奉獻（卡爾）
- AI電子基因（本田編輯長）
- 16bit的感動 ANOTHER LAYER（圍觀者A、御宅族B）
- 戰鬥陀螺X（2023年—2024年，青年）

2024年
- 最強肉盾的迷宮攻略 ～擁有稀少技能體力9999的肉盾，被勇者隊伍辭退了～（冒險者B、自警團A、變色龍A、父親、騎士隊長 等）
- 戰隊大失格（幹部怪人）
- 偶像大師 閃耀色彩（導演[7]）
- 再見，地球（佩利埃）
- 星辰墜落之國的妮娜（妮娜的父親、黑宮隨從3、使者1、福爾托納的使者 等）
- 哆啦A夢 (水田山葵版)（藍狗、虎）
- 紅戰士在異世界成了冒險者（蒙夏巴迪）

2025年
- 香格里拉·開拓異境（淺間絢斗）
- 機動戰士鋼彈 GQuuuuuuX（班瓦）[注 1]
- 藥師少女的獨語（音操）

### 電影動畫
2010年代
- 小魔法姐妹優優與寧寧（2013年）
- 劇場版 Infini-T Force／科學小飛俠：再見了朋友（2018年，式典主持人）
- 第二國度（2019年，托馬斯）
- 知道天空有多藍的人啊（2019年，經理）

2020年代
- 劇場版 白箱（2020年，岸谷宏、電視播報員、獨角飛馬B）
- 言語如蘇打般湧現（2021年）
- 劇場版 關於我轉生變成史萊姆這檔事：紅蓮之絆篇（2022年，彌七）
- THE FIRST SLAM DUNK（2022年，山王工業板凳求員）
- 劇場版 OVERLORD：聖王國篇（2024年，伊士達）
- 名偵探柯南：獨眼的殘像（2025年，警官）

### OVA
- 黃金神威（2018年，日泥的手下）[注 2]
- 關於我轉生變成史萊姆這檔事（2019年，加維爾的部下A）[注 3]

### 網路動畫
2010年代
- 怪物彈珠動畫黃金週特別篇「（2017年，男性A）
- 怪物彈珠（2017年，摩利支天）
- 齊木楠雄的災難 再啟動篇（2019年，東、實況、原田）

2020年代
- 鋼彈創戰潛行者Re:RISE（2020年，尚布爾）
- 極主夫道（2021年，黑幫B）

### 遊戲
2012年
- 人中之龍5 實現夢想者

2013年
- 迷宮旅人2 王立圖書館與魔物封印（日语：ダンジョントラベラーズ2 王立図書館とマモノの封印）

2014年
- 萬千回憶（望血的伯爵克里斯多福）
- 絕對絕望少女 槍彈辯駁Another Episode
- 熱血異能部活譚 Trigger Kiss（柾木真一、柾木真二[8]）

2015年
- 憂世之志士、憂世之浪士（日语：憂世ノ志士・憂世ノ浪士）（中村半次郎）2作品
- 艾露恩傳奇（西蒙）
- 萬千回憶（迸灼的豪戰士雅藤）
- 聖火降魔錄if（伊格尼斯、馬克貝斯）

2016年
- 秋葉原妄想物語（芽鐘太郎）
- 逆轉裁判6
- 式神物語 ～中二病拯救世界～（神主[9]）
- 靈魂行者（垃圾夜[10]）
- 三國志大戰（伊籍、紀靈、吳景、鍾繇、祖茂、程遠志、波才、潘璋、李傕、劉繇、凌操、諸葛亮〈臥龍的策略〉、張郃〈橫山光輝〉、陸遜〈橫山光輝〉、孟獲〈橫山光輝〉 等）

2017年
- 問答RPG 魔法使與黑貓維茲（賽德里克·布朗）
- 聖火降魔錄無雙（馬克白斯）

2018年
- 再集之晶（日语：クリスタル オブ リユニオン）（阿德爾）

2019年
- 聖火降魔錄 英雄雲集（2019年—2020年，摩迪、馬克白斯）
- 超異域公主連結☆Re:Dive（幫派1）

2020年
- 怪物彈珠（2020年—2023年，龐尼[11]、瑟雷納德[12]、彌七[13]）

2021年
- 聖鬥士星矢 Rising Cosmo（天獸星斯芬克斯的法拉奧[14]）

2022年
- 英傑大戦（日语：英傑大戰）（系統聲音、山內容堂、山内一豐、毛利敬親、酒井忠次、直江景綱、鵜殿長照、北條義時、平忠正、樋口兼光 等）
- Code Geass 反叛的魯路修 Lost Stories（日语：コードギアス 反逆のルルーシュ ロストストーリーズ）

2023年
- 提米拉納國的好運公主與衰運騎士團（日语：テミラーナ国の強運姫と悲運騎士団）（伯基特·赫林古特·莫拉提[15]）
- Fate/Grand Order（2023年—2024年，忒修斯）

2025年
- BYAKKO ～四神部隊炎戀記～（佐野善一郎[16]）

### 廣播劇CD
- 平凡職業造就世界最強（2018年，海人族）[注 4]
- 偶像大師 SideM NEW STAGE EPISODE 12 DRAMATIC STARS（日语：THE IDOLM@STER SideM NEW STAGE EPISODE#12 DRAMATIC STARS）（2021年，白澤朱里導演）

### 外語配音

#### 電影
- 金爆內幕（FBI探員保羅·詹寧斯〈托比·凱貝爾〉）
- 狹徑（英语：Gully (film)）（尼基〈查理·普拉瑪〉[17]）
- 吉祥物世界大賽（英语：Mascots (2016 film)）
- 薩利機長：哈德遜奇蹟
- 終極殺陣5（英语：Taxi 5）（巴八[18]）
- 麻辣嬌鋒
- 屍樂園：髒比雙拼（男性[19]）

#### 電視影集
- 神探班克斯 (第5季)（英语：DCI Banks）（文斯）
- 醫緣
- 萬惡高譚市（賈維斯·泰奇／瘋帽客〈班奈狄克·塞繆爾（英语：Benedict Samuel）〉）
- 潛行追蹤
- 重返重案組（英语：Life (American TV series)）
- 梅爾羅斯（英语：Patrick Melrose (TV series)）（喬納森〈普拉薩納·瓦納拉佳（英语：Prasanna Puwanarajah）〉[20]）
- 天命：朝鮮版逃亡者故事（林科諾）
- 藍色海洋的傳說（泰吳〈申園昊〉、許治賢〈李志勳〉）

#### 動畫
- 樂高星際大戰：費明克銀河探險（英语：Lego Star Wars）（贊德·弗里馬克）
- 最後召喚師（黑衣人A、園丁）
- 樂高旋風忍者電影
- 星球大戰：抵抗勢力（傑斯·拉克林）

#### 真人秀節目
- 決戰時裝伸展台 (第13季)（肖恩·凱利）

### 特攝影集
- 假面騎士聖刃（2020年，螞蟻梅基多的聲音[21]、螽斯梅基多的聲音[21]）

### 廣播劇
- NHK-FM FM劇場（日语：FMシアター） （前篇、後篇）（2010年9月11日、18日）—飾 越南僧侶

### 解說
- （2013年4月—，NHK）
- AKB48Team8!! 2015年夏天 縱貫全國！島田★中村★中西的Team88 Latch!!（2015年11月9日—12月25日，LoGiRL）

### 旁白
- The Best House 123（日语：ザ・ベストハウス123）（2006年11月1日—2012年3月14日，富士電視台）
- 真相報道 番記者！（日语：真相報道 バンキシャ!）（2002年10月6日—，日本電視台）
- 狗狗狂熱（動物星球頻道）
- 筑波技術大學DVD
- 夜野動物園
- 筑波技術大學DVD

### 舞台
- Reality Show
- 家
- 國語元年—飾 修二郎
- ROCK WITH ME—飾 小黑
- 捕鼠器
- 老奶奶的冬天故事
- 哥吉拉
- 黑潮

### 電視劇
- 電視劇10 第二處女（日语：セカンドバージン）（2010年10月12日—12月14日，NHK）—廣播的聲音
- Miss PILOT（2013年10月15日—12月24日，富士電視台）
- 64（日语：64（ロクヨン））（2015年4月18日—5月16日，NHK）

### 其它
- 東京地鐵 新型車站自動廣播（日语：駅自動放送）（僅限日語。負責B線）[22]
- 愛之風富山鐵道 車站自動廣播（僅限日語）

## 腳註

## 外部連結
- 江越彬紀｜東京俳優生活協同組合 （日語）
- 江越彬紀的X（前Twitter） （日語）